# Ephraim Ellis
Ephraim Todd Ellis (nacido el 23 de febrero de 1985) es un actor canadiense. Es mejor conocido por interpretar a Rick Murray en degrassi: The Next Generation y Danny Ellis en Falcon Beach.

## Primeros años
Ephraim Ellis nació en Toronto, Ontario, el 23 de febrero de 1985. Su madre es artista y joyera, mientras que su padre es artista visual y ex director de escena de The Second City en Toronto.
Ephraim comenzó a actuar mientras estudiaba en la Escuela Secundaria Earl Haig en Toronto, Ontario, como parte del programa de la Escuela de Artes Claude Watson. Ephraim asistió a Earl Haig al mismo tiempo que sus compañeros coprotagonistas de Degrassi, Jake Epstein y John Bregar.

## Carrera
El primer papel televisivo de Ephraim Ellis fue un arco de ocho episodios durante las temporadas tres y cuatro de Degrassi: The Next Generation. Interpretó a Rick Murray, el famoso personaje que le disparó y paralizó a Jimmy Brooks, el personaje interpretado por Aubrey 'Drake' Graham.
Después de aparecer en Degrassi, Ephraim apareció en programas de televisión tan variados como Naturally Sadie, Wild Card y Sue Thomas, el ojo del FBI antes de obtener el papel principal de Danny Ellis en la serie dramática Falcon Beach de Global Television / ABC Family. Falcon Beach estuvo al aire durante dos temporadas hasta 2006, cuando fue cancelada como resultado de la decisión de ABC Family de rechazar renovar la serie de regreso para una tercera temporada.
Al mismo tiempo que Falcon Beach, Ephraim también apareció como Riley Kineston en la segunda y tercera temporadas de la serie de ciencia ficción Zixx de YTV, como Dylan en las temporadas cuatro y cinco de la serie APTN renegadepress.com, y en el cortometraje del Canadian Film Center. White Out, que se estrenó en el Festival Internacional de Cine de Toronto.
Poco después, Ephraim interpretó el papel de Eli Keller en la comedia Family Biz de YTV, que se filmó en Ottawa durante el verano de 2008.
En 2009, Ephraim apareció en la serie web de comedia y terror del Canadian Film Center Seth On Survival como el personaje principal, el superviviente sobrenatural Seth Greening. En 2011, la serie generó una serie web derivada, Your Lupin Life, donde Ephraim retomó el papel de Seth, además de escribir el episodio en el que apareció. Como vínculo con las dos series web, Ephraim también escribió y publicó un libro, Archie Hartigan & The Frost Wolf, una novela de ficción para adultos jóvenes ambientada en el mismo universo que Seth On Survival y Your Lupin Life.
Ephraim apareció en varios episodios de la cuarta temporada de la serie Murdoch Mysteries, como el reportero de Toronto Gazette, Paddy Glynn.
De 2011 a 2016, Ephraim fue miembro de la compañía de comedia de sketches de Toronto The Rocket Scientists junto a Brandon Hackett, Kevin MacNeil y Chris Small.
Ephraim apareció junto a Minnie Driver y Meat Loaf en la película de terror/musical/comedia de 2014 Stage Fright. Más tarde ese año, Ephraim asumió el papel de Hedwig en la producción de Hedwig and the Angry Inch del Teatro Lower Ossington, en una actuación que la revista Now de Toronto dijo que "logra profundidad emocional, contando historias de amor y traición, revelando una soledad conmovedora debajo del maquillaje, trajes brillantes y una icónica peluca rubia", y que "Ellis tiene la energía maníaca y las dotes para el canto necesarias para interpretar este difícil papel. Ephraim luego regresó a Lower Ossington para Legally Blonde y dos producciones de Jesus Christ Superstar.
Ephraim continuó incursionando en el mundo del teatro de Ontario en producciones de Perfect Wedding en el Lighthouse Festival Theatre en Port Dover, Descalzos por el parque en Upper Canada Playhouse y The Money Tree para Roseneath Theatre for Young Audiences de Toronto.
En 2018, Ephraim se reunió con sus coprotagonistas de Degrassi para aparecer en el video musical del sencillo de Drake "I'm Upset" , retomando su papel de Rick Murray.

## Vida personal
Ephraim vive en Toronto, Ontario con su esposa (directora de escena) y su gato.

## Filmografía

### Películas
| Año  | Título                  | Papel                  | Notas                                 |
| ---- | ----------------------- | ---------------------- | ------------------------------------- |
| 2021 | The Wedding Ring        | Ryan                   | Película de televisión                |
| 2019 | Claws of the Red Dragon | Sam Costello           |                                       |
| 2018 | I'm Upset               | Rick Murray / Él mismo | Video musical                         |
| 2016 | Deadly Inferno          | Victor                 | Película de televisión                |
| 2014 | Stage Fright            | Sam Brownstein         |                                       |
| 2012 | Roomies                 | Brandon                | Cortometraje                          |
| 2007 | The Gathering           | Miles Woollacott       | Miniserie de televisión (2 episodios) |
| 2006 | Booky Makes Her Mark    | Georgie                | Película de televisión                |
| 2005 | I Do, They Don't        | Jeff Barber            | Película de televisión                |
| 2004 | White Out               | Wade                   | Cortometraje                          |
| 2004 | Sex Traffic             | Billy Harlsburgh       | Miniserie de televisión (2 episodios) |
| 2003 | Haunted                 | Joven                  | Cortometraje                          |
| 2003 | Headhunter              | Joven                  | Cortometraje                          |

### Televisión
| Year      | Title                         | Role                | Notes                   |
| --------- | ----------------------------- | ------------------- | ----------------------- |
| 2020      | PAW Patrol                    | Percy               | 1 episodio (voz)        |
| 2019      | V-Wars                        | Charlie             | 1 episodio              |
| 2015      | Man Seeking Woman             | Tim                 | 1 episodio              |
| 2012      | XIII: The Series              | Frederick Barnowsky | 2 episodios             |
| 2011      | Murdoch Mysteries             | Paddy Glynn         | 4 episodios             |
| 2010      | Almacén 13                    | Terry               | 1 episodio              |
| 2009      | Seth On Survival              | Seth Greening       | 5 episodios (serie web) |
| 2009      | Family Biz                    | Eli Keller          | 26 episodios            |
| 2009      | Zixx: Level Three             | Riley Kineston      | 13 episodios            |
| 2008      | The Curse Of Degrassi         | Rick Murray (voz)   | 1 episodio              |
| 2007      | Renegadepress.com             | Dylan               | 7 episodios             |
| 2005-2007 | Falcon Beach                  | Danny Ellis         | 27 episodios            |
| 2005      | Zixx: Level Two               | Riley Kineston      | 13 episodios            |
| 2005      | Naturally, Sadie              | Vince               | 4 episodios             |
| 2005      | Sue Thomas, F.B.Eye           | Nelson Carlyle      | 1 episode               |
| 2004      | Wild Card                     | Gerald Wilkins      | 1 episodio              |
| 2003-2004 | degrassi: The Next Generation | Rick Murray         | 8 episodios             |

### Teatro
| Año  | Título                    | Papel          | Notas                           |
| ---- | ------------------------- | -------------- | ------------------------------- |
| 2018 | Don't Quit Your Day Job   | Él mismo       | Show de Cabaret                 |
| 2017 | The Money Tree            | Simon          | Gira del Roseneath Theatre U.S. |
| 2017 | Descalzos por el parque   | Paul Bratter   | Upper Canada Playhouse          |
| 2016 | Perfect Wedding           | Tom            | Lighthouse Festival Theatre     |
| 2016 | Jesus Christ Superstar    | Jesús          | Lower Ossington Theatre         |
| 2015 | Legally Blonde            | Emmett Forrest | Lower Ossington Theatre         |
| 2015 | Jesus Christ Superstar    | Poncio Pilato  | Lower Ossington Theatre         |
| 2014 | Hedwig and the Angry Inch | Hedwig         | Lower Ossington Theatre         |
| 2011 | Zugzwang                  | Sidney         | Summerworks Festival            |
| 2009 | Rumors                    | Leonard Ganz   | Abrams Studio Theatre           |

### Radio
| Año  | Título      | Papel       | Notas                 |
| ---- | ----------- | ----------- | --------------------- |
| 2012 | Trust, Inc. | Serge Swift | Radio Drama de la CBC |
| 2011 | Afghanada   | Maj. Torbin | Radio Drama de la CBC |